# Le Sac de Rome (film, 1953)
Pour les articles homonymes, voir Le Sac de Rome.
Pour plus de détails, voir Fiche technique et Distribution.
Le Sac de Rome (titre original : Il sacco di Roma) est un film d'aventure historique italien réalisé par Ferruccio Cerio et sorti en 1953.
Le film est une adaptation du roman de Mario Francisci qui fictionalise l'événement historique réel de la prise de Rome par les armées espagnoles de Charles Quint en 1527, un épisode de la Septième guerre d'Italie.

## Synopsis
En 1527, Rome est déchirée par la guerre entre les familles Orsini et Colonna. Pendant ce temps, les troupes espagnoles et les Lansquenets marchent pour conquérir la ville.
Angela Orsini et Massimo Colonna, les deux représentants des familles nobles, s'aiment et se marient en secret, mais pendant la cérémonie, le père d'Angela fait irruption et provoque Massimo en duel. Il parvient à éviter l'affrontement, mais un poignard lancé par un tueur à gages de Tancredi Serra, qui réclame la main d'Angela, frappe le vieil Orsini à mort. Massimo est contraint de fuir Rome, mais il revient après que la ville a été assiégée. Avant de partir au combat, il conclut un accord de paix avec les Orsini pour prouver son innocence et son amour pour Angela.
La ville est prise et les derniers à résister se réfugient à Castel Sant'Angelo. Le chef de la résistance, Massimo, parvient alors à briser le cercle des assiégeants grâce à l'aide d'un certain Fanfulla da Lodi, libérant ainsi les défenseurs.
Entre-temps, Angela apprend de l'assassin, désormais mourant, la véritable version du meurtre de son père : désormais, rien ne peut empêcher le mariage entre elle et Massimo.

## Fiche technique
- Titre original italien : Il sacco di Roma[1]
- Titre français : Le Sac de Rome[2]
- Réalisateur : Ferruccio Cerio
- Scénario : Ferruccio Cerio, Alessandro Ferraù (it), Giuseppe Mangione d'après le roman de Mario Francisci.
- Photographie : Tonino Delli Colli
- Montage : Mario Bonotti
- Musique : Franco Ferrara
- Décors : Giulio Bongini
- Costumes : Vittorio Nino Novarese
- Production : Ricky Sacco
- Société de production : Laura Film
- Pays de production :  Italie
- Langue originale : italien
- Format : Noir et blanc - 1,37:1 - Son mono - 35 mm
- Durée : 98 minutes
- Genre : Film d'aventures historique
- Dates de sortie :
  - Italie : 28 septembre 1953
  - Belgique : 11 juin 1954 (Bruxelles)
  - France : 28 juillet 1954 (Paris)[2]

## Distribution
- Hélène Rémy : Angela Orsini
- Pierre Cressoy : Massimo Colonna
- Vittorio Sanipoli : Tancredi Serra
- Luigi Tosi : Benvenuto Cellini
- Annamaria Bugliari : Giulia
- Alfredo Varelli : Le pape Clément VII
- Bruno Baschiera : Connétable de Bourbon
- Lina Battaglini : Adriana Orsini
- Nora Bellinzaghi : Eleonora Orsini
- Gian Aldo Bettoni : Antonio Orsini
- Mimo Billi : Colonel Frundsberg
- Mariolina Bovo
- Bettina Metcalf Bugnano : Maria Luisa Orsini
- Maurizio Di Nardo : Ottavio Orsini
- Franco Fabrizi : Fanfulla da Lodi
- Cesare Fantoni
- Mario Ferrari : Évêque Ghilberti
- Aldo Fiorelli : Renzo da Ceri
- Omero Lucchi
- Nino Marchetti : Colonel Avilano
- Diana Orsini : Modèle
- Gian Paolo Rosmino : Prêtre